# Jenny Boyd
Jennifer Louise Boyd (Sion, 27 de fevereiro de 1991), mais conhecida pelo nome artístico Jenny Boyd, é uma modelo e atriz inglesa/estadunidense, nascida na Suíça. Ganhou notoriedade na mídia em 2018, ao ser escalada para interpretar a versão adolescente da bruxa-sifão Elizabeth "Lizzie" Jenna Saltzman, uma das protagonistas da série de televisão Legacies da emissora The CW dos Estados Unidos.

## Biografia
Jenny nasceu no dia 27 de fevereiro de 1991, na cidade de Sion na Suíça. Tem dupla nacionalidade: a inglesa e a estadunidense.[carece de fontes?] Depois de viajar o mundo através da agência de modelos Elite New York, Jenny se graduou na London Academy of Music and Dramatic Art (LAMDA), onde ganhou um diploma de Bacharel em Atuação. Ela foi criada em Oregon, mas vive e trabalha em Los Angeles desde 2017.

## Carreira
- Antes de iniciar a carreira de atriz, Jenny trabalhava como modelo para a famosa agência Elite New York.
- Em 2015, interpretou Tasya no filme para televisão Viking Quest.
- Em 2016, interpretou Sonia no curta-metragem Clean Sheets do Vimeo, escrito e dirigido por Robin Mason.
- No início de 2018, Jenny Boyd se tornou mundialmente conhecida pelo público após ser escalada como a versão adolescente da bruxa-sifão Elizabeth "Lizzie" Jenna Saltzman, uma das protagonistas da nova série de televisão Legacies da emissora The CW dos Estados Unidos.[2]
- Sua personagem em Legacies é uma das filhas gêmeas de Alaric Saltzman e de Josette Parker-Laughlin, e a filha adotiva de Caroline Forbes. Sua irmã gêmea é Josie Saltzman (interpretada por Kaylee Bryant).
- Em 2018, interpretou Christabel no curta-metragem Sunday Tide do Vimeo.
- Também em 2018, Jenny interpretou também a personagem Amber Kelly no filme de suspense e terror "Hex", dirigido por Rudolf Buitendach.

## Filmografia

### Cinemas, televisão e curtas-metragens
| Ano             | Título original | Personagem                  | Notas                                                           |
| 2015            | Viking Quest    | Tasya                       | Filme para televisão. Título no Brasil: "A Jornada dos Vikings" |
| 2016            | Clean Sheets    | Sonia                       | Curta-metragem no Vimeo                                         |
| 2018            | Sunday Tide     | Christabel                  | Principal; curta-metragem no Vimeo                              |
| 2018            | Hex             | Amber Kelly                 | Filme com roteiro: Rudolf Buitendach e Christian Piers Betley   |
| 2018 - presente | Legacies        | Elizabeth "Lizzie" Saltzman | Elenco principal; série de televisão da The CW;                 |